# Guibemantis albolineatus
Espèce
Synonymes
- Mantidactylus albolineatus Blommers-Schlösser & Blanc, 1991

Statut de conservation UICN

 LC  : Préoccupation mineure
Guibemantis albolineatus est une espèce d'amphibiens de la famille des Mantellidae.

## Répartition

Aire de répartition de Gephyromantis albolineatus.

Cette espèce est endémique du sud-est de Madagascar. On la trouve entre 300 et 1 500 m d'altitude.

## Publication originale
- Blommers-Schlösser & Blanc, 1991 : Amphibiens (première partie). Faune de Madagascar, vol. 75, p. 1-379.